# Château de l'Argentaye
Le château de l'Argentaye est situé sur la commune de Saint-Lormel, dans le département des Côtes-d'Armor.

## Historique
La seigneurie de l'Argentaye est mentionnée dès le XIe siècle.
Le château de l'Argentaye, dont le commanditaire est Marie-Ange Rioust de Largentaye, a été construit en 1840 dans un style néo-classique par l'architecte Hamon, de Saint-Servan. Il présente des similitudes esthétiques avec le presbytère de Corseul construit à la même époque par le même architecte.
Les grille et pavillons d'entrée sont documentés d'un dessin levé en 1836
La chapelle Saint-René est construite sur les plans de Martial Pelfresne en 1854. 
Le monument fait l’objet d'une inscription au titre des monuments historiques depuis le 24 décembre 1993.

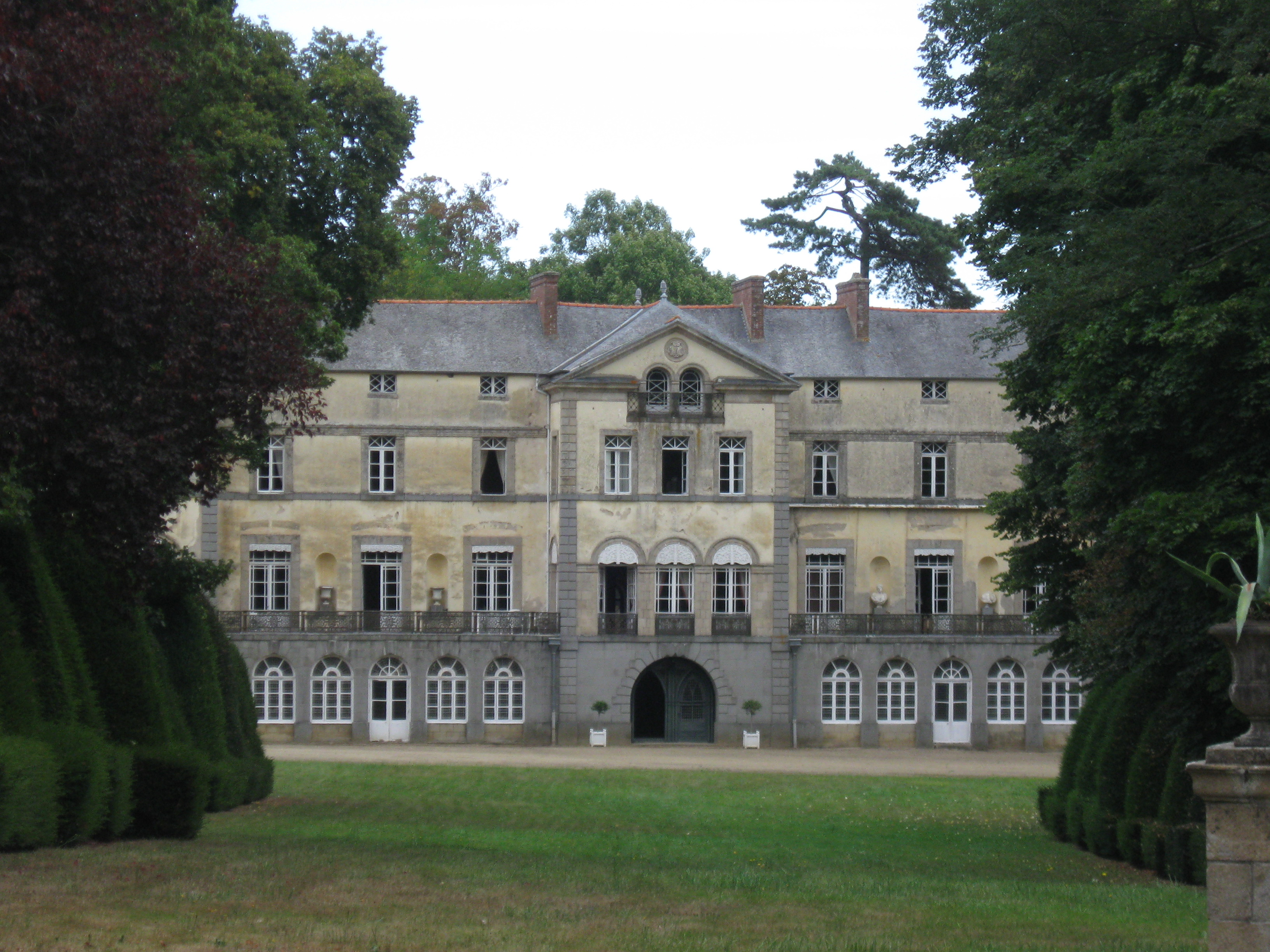
Façade du château.
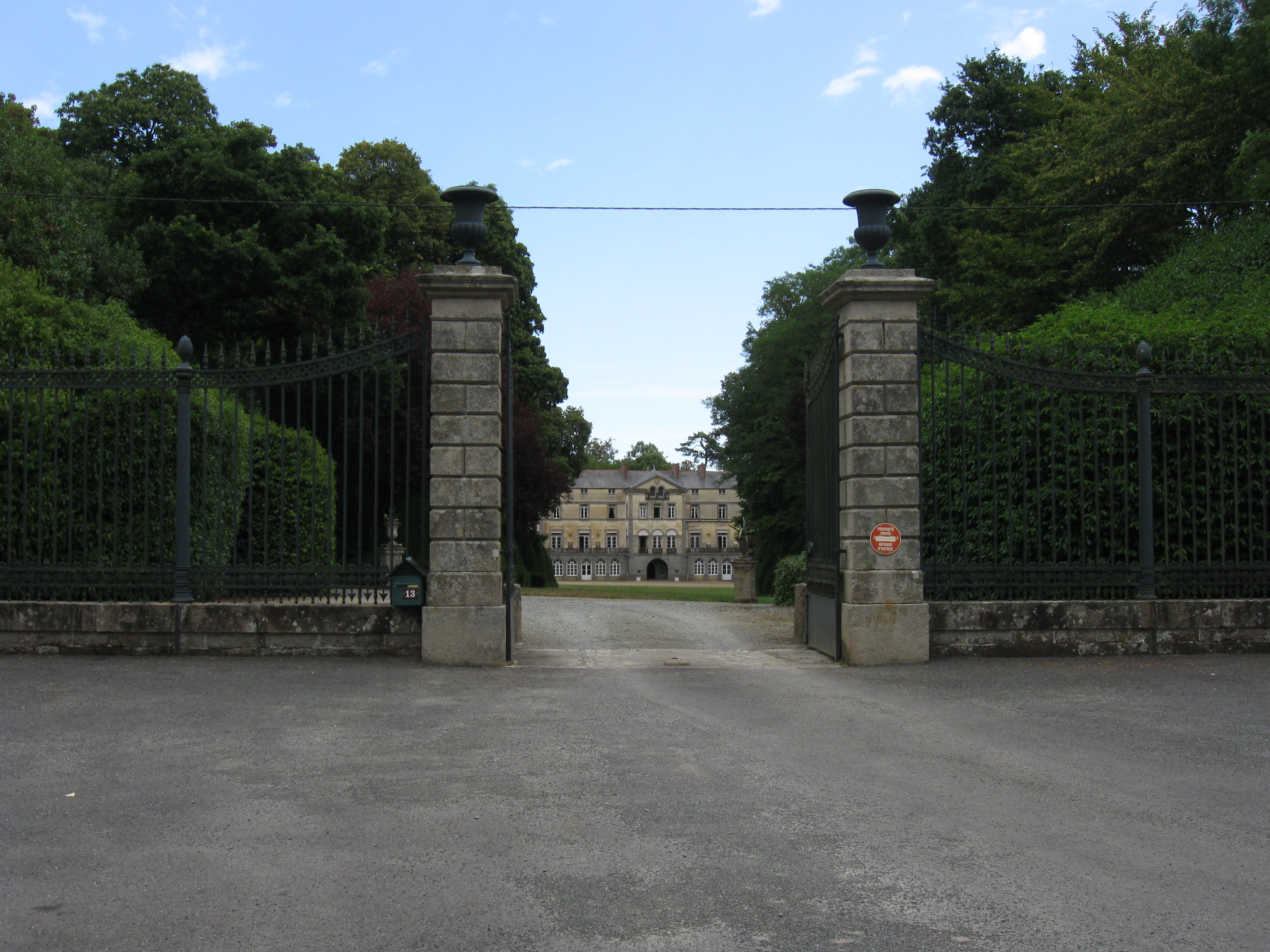
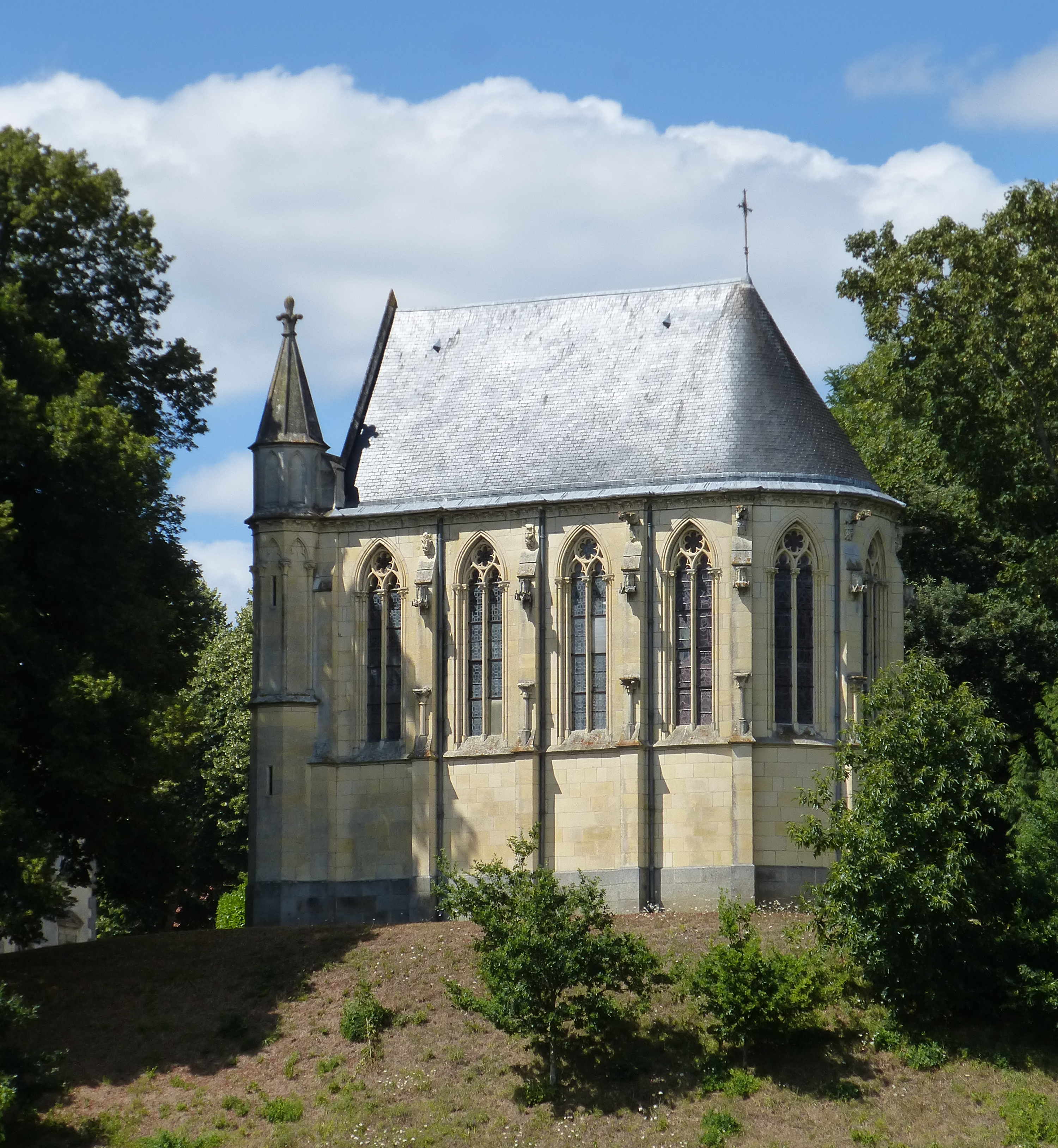
Vue de la chapelle.

## Jardin d'agrément
Le jardin d'agrément du château de l'Argentaye est planté à partir de 1835.